# Nélie Jacquemart
Nélie Jacquemart (Parigi, 25 luglio 1841 – Parigi, 15 maggio 1912) è stata una pittrice e collezionista d'arte francese.

## Biografia
Era figlia di Joseph Jacquemart e Marie Hyacinthe Rivoiret, originari del dipartimento della Meurthe.

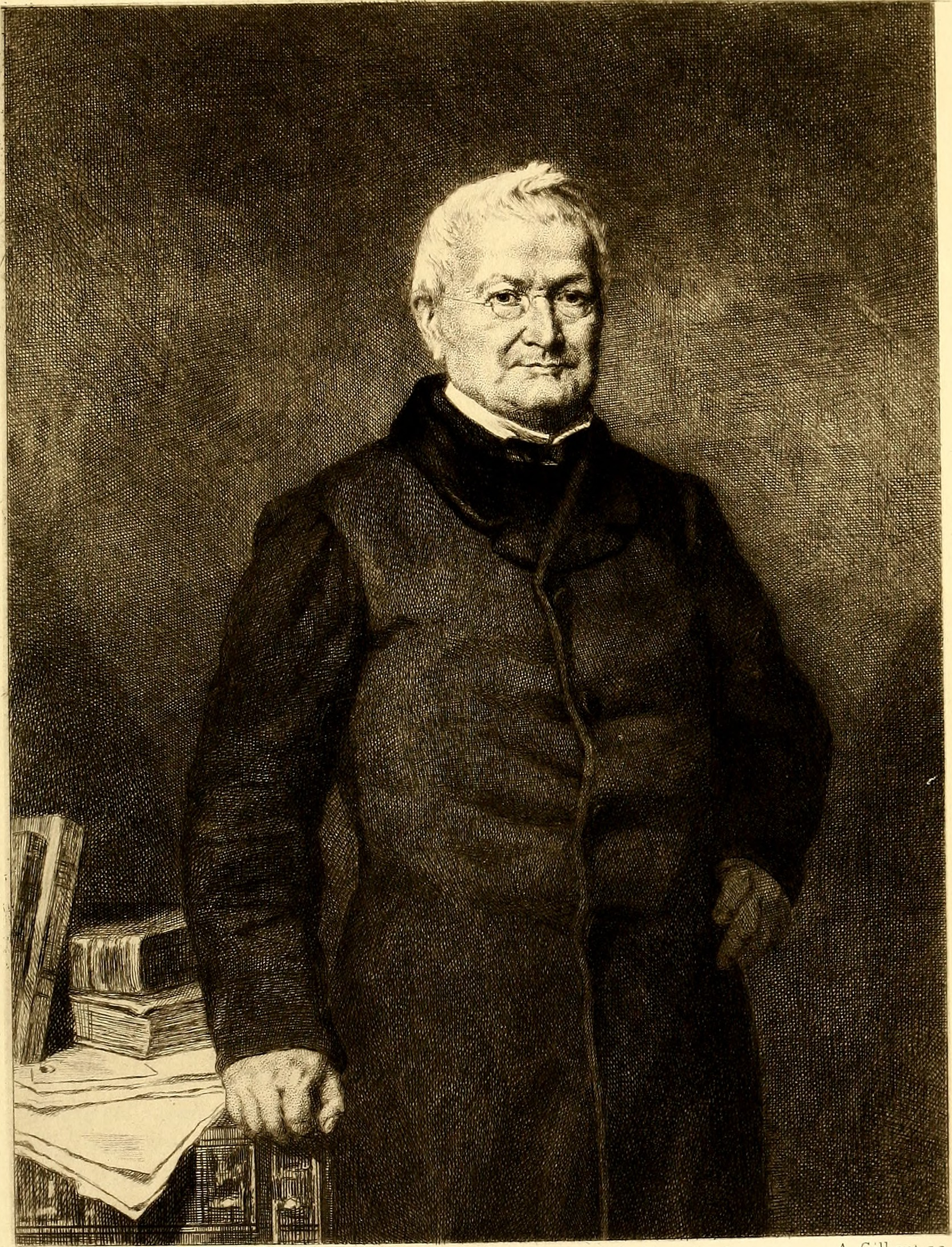
Adolphe Thiers, ritratto da Nelie Jacquemart-André nel 1872

Nata in un ambiente modesto, Nélie Jacquemart fin dalla sua infanzia fu protetta e presa in carico da M.me de Vatry, che la avviò alla pittura. Ella mise presto in luce le proprie qualità e riuscì ad esprimersi in un'epoca in cui l'essere donna e pittrice era piuttosto fuori del comune. Ella riuscì a ottenere per tre anni di seguito la medaglia del Salone di Parigi. A partire dal 1870 fu una ricercata ritrattista, che viveva della propria arte e che vide sedere di fronte al suo cavalletto qualche grande figura dell'epoca, come Adolphe Thiers. Fu allieva di Léon Cogniet.
Nel 1881 sposò il collezionista d'arte  Édouard André, che la introdusse nella borghesia. Abbandonò così la pittura per una vita mondana e condivise con il marito la passione per la collezione di opere d'arte. 
Rimasta vedova nel 1894, proseguì nella sua attività di collezionista e alla sua morte, avvenuta a Parigi il 15 maggio 1912, lasciò tutti i suoi beni, compreso lo splendido Hôtel particulier situato al n. 158 di Boulevard Haussmann, e quindi la anche la sua collezione di opere d'arte alla Fondazione di Francia. Ciò consentì la creazione a Parigi del Museo Jacquemart-André, allocato nella casa di abitazione di Nélie Jacquemart e del suo defunto marito, e quella nell'Oise dell'Abbazia di Chaalis.